# Sulima (plaats)
Sulima is een plaats in het zuiden van Sierra Leone en ligt aan de monding van de rivier de Moa. Sulima was oorspronkelijk een handelspost uit de 19e eeuw. De stad herbergt een grote aantal vluchtelingen uit Liberia.